# Leptaulax labyrinthus
Leptaulax labyrinthus es una especie de coleóptero de la familia Passalidae.

## Distribución geográfica
Habita en Célebes y la Península de Malaca.